# La Yarada
La Yarada es un centro poblado del distrito de La Yarada-Los Palos, en el departamento de Tacna en el sur del Perú.
Su población se dedica a la agricultura y ganadería. 
En la agricultura se cultiva el ají panca, la cebolla blanca y colorada y la aceituna, que se exporta al mercado chileno y brasileño.
- Datos: Q5965608